# Йоганнес Камфейс
Йоганнес Камфейс (нід. Johannes Camphuys; 18 липня 1634 — 18 липня 1695) — п'ятнадцятий генерал-губернатор Голландської Ост-Індії.

## Біографія
Йоганнес Камфейс народився в Гарлемі. В молодості навчався у срібних справ майстра. 9 лютого 1653 року він відплив до Індії, однак корабель, на якому він плив, розбився біля Шетландських островів. камфейс, на щастя, пережив катастрофу і повторно відправився в колонії 23 серпня. Цим разом він доплив до Батавії, де влаштувався на роботу клерком. Пропрацювавши одинадцять років, він піднявся до головного торговця, і в 1671 році був направлений керувати торгівлею в Дедзіму, Японія. Після цього він ще кілька разів приїздив в Японію, чергуючи управління відділенням в Дедзімі з засіданням в Раді Юстиції.
Ці роки були найбільш плідними в плані контактів з Японією. Активно проводилися наукові дослідження, відбувалися відкриття в мовознавстві і біології. Камфейс активно цікавився лікувальними травами, зокрема, олією чайного дерева. Він закликав до Японії відомих вчених: фармаколога Віллєма тен Рейна, ботаніка Андреаса Клєєра та інших. Він цікавився астрономією і підтримував контакти з французькими і португальським єзуїтами, такими як Філіп Куплет.
В 1677 році він став секретним радником при Раді Індій, а в 1681 сам став членом Ради.

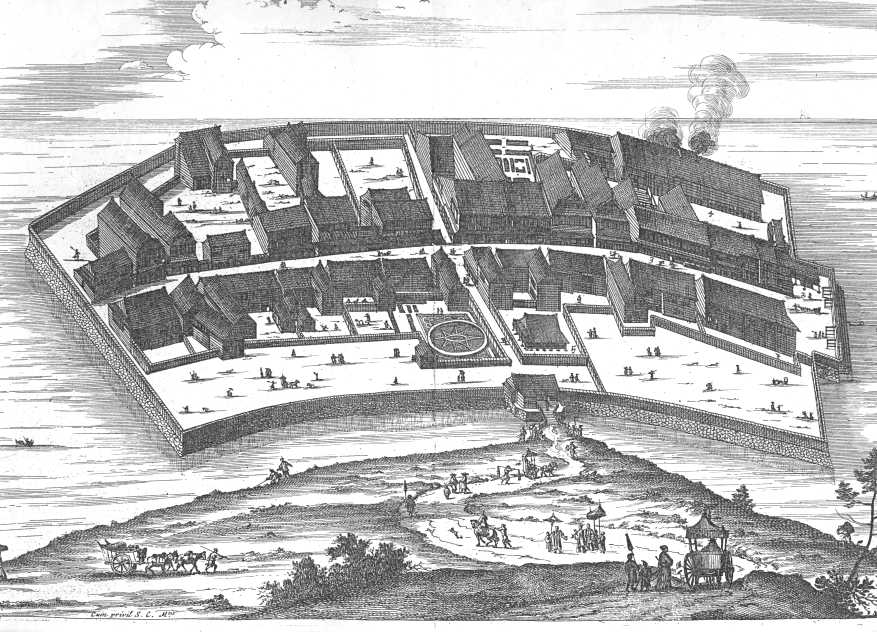
Дедзіма в 1669 році

11 січня 1684 року Йоганнес Камфейс був призначений генерал-губернатором Ост-Індії. Початково це було тимчасове рішення: він був наймолодшим і найменш популярним серед усіх кандидатів. Однак керівництво компанії, так звані «Сімнадцять панів» (нід. Heren XVII) підтримали Камфейса і затвердили його на посаді.
Термін Камфейса пройшов відносно спокійно. В 1684/1686 роках імператор Сюаньє відкрив для торгівлі порти Сямень, Ляньюньган, Нінбо, Сямень і Гуанчжоу. В Батавію в цей час приїздив пастор і історик Франсуа Валентайн. Серед проблем можна відзначити повстання Сурапаті і зріст корупції.
17 грудня 1690 року Камфейс подав заяву на звільнення за власним бажанням. 24 вересня 1691 він передав повноваження своєму другу Віллему ван Аутгорну.
Йоганнес Камфейс поселився на узбережжі, недалеко від Батавії. Він збудував маєток в японському стилі, біля якого створив звіринець. Він продовжив вести кореспонденцію з вченими, написав історичний трактат про заснування Яном Куном Батавії "Het Koningrijk Jakatra, door den Heer Gouverneur-Generaal Jan Pieterszoon Koen". Він помер в день свого народження, 18 липня 1695 року.
На його честь названі вулиці в Утрехті і Гаазі.